# 兴化李中水上森林景区

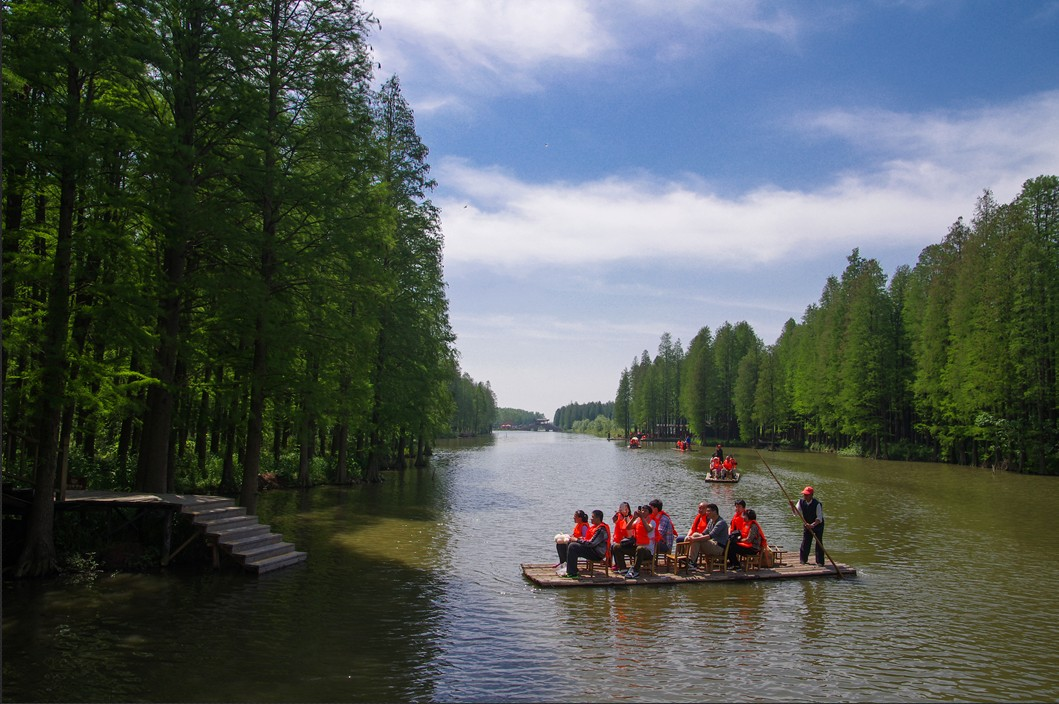
兴化李中水上森林景区

兴化李中水上森林景区是位于江苏省兴化市李中镇的一个旅游景点，为国家4A级景区。2014年5月，全国旅游景区质量等级评定委员会正式批准兴化市李中水上森林景区为国家4A级旅游景区，这是兴化首个国家4A级景区。

## 简介
李中水上森林是目前里下河地区规模最大的人工湿地森林生态系统，位于李中镇兴沙公路舜生桥附近，林地面积1050亩。

## 历史
1980年代初，当地干部群众为合理开发利用荒滩资源，将这里的荒滩开发成一条条垛格，栽种适应水中生长的池杉、水杉等品种，如今栽种的10万余株水杉、池杉等品种树木已长成高大茂密、生机盎然的水上森林，形成“林中有水、水中有鱼、林内有鸟”的独特水乡景观。